# Anthony Fokker
Antonij Herman Gerard "Anthony" Fokker (6 abril 1890 – 23 desembre 1939) va ser un pioner de l'aviació i fabricant aeronàutic neerlandès. És més famós pels avions de caça que va produir a Alemanya durant la Primera Guerra Mundial com els monoplans Eindecker, el triplà Dr.1 i el biplà D.VII.
Nascut a Java, aleshores a les Índies Orientals Neerlandeses, fill d'un plantador de cafè, la seva família va tornar als Països Baixos quan ell tenia quatre anys per tal que tingués una educació neerlandesa, però Antony no va poder suportar l'escola i va deixar l'educació secundària, més interessat en els models de trens i de màquines de vapor. Una exhibició aèria que va veure a Brussel·les el va dur a començar a construir models d'avions i va descobrir la manera que el vol fos estable.
A l'estiu de 1910 el seu pare el va enviar a una escola tècnica de Bingen per tal d'estudiar enginyeria d'automoció, però ell va preferir anar a l'Automobil Fach-Schule de Zahlbach, prop de Mainz, on s'estava construint un avió. El 1910 va construir el seu primer avió amb hèlix, el Fokker Spin. Els seus models els provava ell mateix.
El 1912 va fundar una companyia a l'aeròdrom de Johannisthal, prop de Berlin, la Fokker Aeroplanbau, i va començar a rebre les primeres comandes. En esclatar la Gran Guerra, el govern es va apropiar de la fàbrica però Fokker va seguir essent-ne el director i durant la guerra va fabricar uns 4000 avions.
Després que el tractat de Versalles prohibís a Alemanya produir avions, Fokker va traslladar el seu negoci als Països Baixos. Allà, la seva empresa va ser la responsable d'una varietat d'avions d'èxit incloent el Fokker trimotor, un avió de passatgers amb èxit dels anys d'entreguerres. Va morir a Nova York el 1939. Els autors posteriors suggereixen que era personalment carismàtic però sense escrúpols en el negoci i un personatge controvertit.